# Botley (Buckinghamshire)
Botley – przysiółek w Anglii, w hrabstwie Buckinghamshire, w dystrykcie (unitary authority) Buckinghamshire. Leży 20,1 km od miasta Aylesbury, 42,6 km od miasta Buckingham i 40,4 km od Londynu. W 2015 miejscowość liczyła 677 mieszkańców. W latach 1870–1872 miejscowość liczyła 499 mieszkańców.